# Chita

Chita (知多市 Chita-shi?) este un municipiu din Japonia, prefectura Aichi.